# Движение чистых сердец
 Движение чистых сердец  — молодёжное католическое движение, инициированное польским журналом «Miłujcie się» (русский вариант журнала называется «Любите друг друга») и распространенное в Польше, Словакии, Украине, России и в Казахстане. Целью движения является пропаганда целомудренной жизни среди католической молодёжи. Покровителем «Движения чистых сердец» является католическая блаженная Каролина Кузка.

## Деятельность и духовность движения
Члены «Движения чистых сердец» обязуются хранить целомудрие в своей жизни до вступления в брак, используя в повседневной жизни определённую духовную практику, которая предлагается в виде регулярной исповеди, чтении Священного Писания, принятия таинства Евхаристии и адорации перед Святыми Дарами. Молодые люди — участники данного католического движения — с помощью работы над своим характером воспитывают у себя волю, умение контролировать свои сексуальные влечения и эмоции, стараясь целенаправленно планировать свой день так, чтобы в нем было место молитве, труду, учёбе, спорту и досугу. «Движение чистых сердец» пропагандирует здоровый образ жизни среди католической молодёжи, помогая своим членам бороться со своими слабостями и дурными привычками (наркотики, курение, алкоголь, порнография и т. п.).
Католическое движение «Движение чистых сердец» входит в аналогичное всемирное католическое движение «True Love Waits».